# Brakel (Belgia)
 Brakel (fr. Bracle, Braine) – miejscowość i gmina (gemeente) w Belgii, w Regionie Flamandzkim, w prowincji Flandria Wschodnia, w okręgu Oudenaarde.

## Podział administracyjny
W skład gminy wchodzi siedem dzielnic (deelgemeente):
- Elst
- Everbeek (Everbecq)
- Michelbeke
- Nederbrakel
- Opbrakel
- Parike
- Zegelsem

## Historia
Brakel wziął swoją nazwę od dwóch form Nederbrakel i Opbrakel. Pierwsze wzmianki historyczne pochodzą z 866 roku, gdzie wspominają o miejscowości "Braglo" znajdującej się na terenie obecnej dzielnicy Opbrakel. 1 stycznia 1977 roku do gminy przyłączono miejscowości Everbeek, Parike i część Sint-Maria-Oudenhove.

## Demografia
- Źródła: NIS, od 1806 do 1981= według spisu; od 1990 liczba ludności w dniu 1 stycznia

1 stycznia 2024 całkowita populacja Brakel liczyła 15 073 osoby. Łączna powierzchnia gminy wynosi 56,96 km², co daje gęstość zaludnienia 256 mieszkańców na km².